# مجزرة رفح 2022
مجزرة رفح 2022 هي مجزرةٌ ارتكبها سلاح الجو الإسرائيلي خلالَ حربه على غزّة حينما قصفَ في السادس من آب/أغسطس 2022 منزلًا غرب مدينة رفح جنوبي قطاع غزة ما تسبَّبَ في مقتلِ 8 أشخاص بينهم طفل وثلاث سيّدات بحسبِ بيانات الدفاع المدني بمدينة رفح. ادّعى الجيشُ الإسرائيلي أنّ المنزل المستهدف خلال الهجوم كان يقطنهُ خالد منصور القيادي البارز في سرايا القدس الذراع العسكري لحركة الجهاد الإسلامي.

## القصف

### المعلومات الأوليّة
نفذت طائرات إسرائيلّة غارة جويّة في تمامِ الساعة السادسة والنصف مساءً (بتوقيت فلسطين) على منزلٍ في مدينة رفح. تضاربت الأقاويل في البداية حول الشقّة المستهدفَة حيث ذكرت مصادر محليّة أنّ الشقة التي أغارَ عليها الطيران الإسرائيلي يقطنها مسؤولٌ سياسي في حركة الجهاد الإسلامي، لكنّ الإذاعة العبرية سُرعانَ ما أعلنت أنّ الجيش الإسرائيلي اغتال قياديًا آخر من حركة الجهاد الإسلامي دون تحديدِ هويّته.
أعلنت إذاعة الجيش الإسرائيلي أنّ الاستهداف طالَ منزل القيادي في حركة الجهاد أحمد المدلل، في الوقتِ الذي بدأت فيهِ سيّارات الدفاع المدني في نقلِ المصابين للمستشفيات ومحاولة إنقاذ العالِقين. أسفرَ الهجوم الإسرائيلي في حصيلة أوليّة عن مقتلِ فلسطيني واحد وإصابة أكثر من أربعين آخرين نُقلوا إلى مستشفيات عدة.

### انتشال الضحايا
استمرَّ الدفاع المدني بمدينة رفح في جهودهِ لانتشال الضحايا من تحت الأنقاض في أعقابِ القصف الإسرائيلي، وأعلنَ في حصيلة غير نهائيّة انتشالهُ جثتين لسيّدة وابنها من تحت أنقاضِ منزلهما الذي طاله القصفُ الإسرائيلي، قبل أن يُعلن بعد ساعاتٍ من الحفر في الأنقاض عن انتشالِ جثث 8 أشخاص بينهم خالد منصور.

## البيانات

### بيان الجيش الإسرائيلي
نشرَ الجيش الإسرائيلي بيانًا بعد الهجوم أعلنَ فيه استهدافهُ قائد اللواء الجنوبي في حركة الجهاد الإسلامي خالد منصور في غارة على رفح، وأكّدت هيئة البث الإسرائيليّة بعدها خبرَ اغتيال منصور في الضربة الجويّة.

### بيان سرايا القدس
أكّدت سرايا القدس خبر اغتيال خالد منصور ونشرت بيانًا بعد ساعاتٍ ذكرت فيه: «نزُف الشهيد القائد خالد سعيد منصور عضو المجلس العسكري وقائد المنطقة الجنوبية الذي ارتقى جراء غارة صهيونية استهدفته مساء أمس بمدينة رفح».